# ساطيار (بانة)
ساطیار (بالفارسية: ساطیار) هي قرية تقع في إيران في قسم بشت أربابا الريفي. يقدر عدد سكانها بـ 90 نسمة .